# Длиннохвостая ласка
Длиннохвостая ласка (лат. Neogale frenata) — хищное млекопитающее семейства куньих.
Традиционно длиннохвостую ласку классифицировали в роде Mustela, но в ревизии 2021 года этот и родственные ему виды были перенесены в род Neogale.

## Описание
Крупнее обыкновенной ласки и горностая: длина тела самок 28—35 см, а самцов — 33—42; масса самок от 80 до 250 г., самцов — 160—450 г. Глаза чёрные, ночью отсвечиваются светло-зелёным светом. В отличие от ласки и горностая, у длиннохвостой ласки хвост длиннее (он составляет от 40 до 70 % от всего тела и соответственно 8-15 см) и оканчивается чёрной кисточкой, как у горностаев. Помимо этого, стопы голые, а не покрытые шерстью. Окраска у большинства подвидов идентична окраске ласки и горностая, за исключением брюха, шеи и задней стороны лап, которые не белые, а жёлтые. У некоторых южных подвидов, например: N. f. peninsulae, обитающего во Флориде, N. f. neomexicana, живущего в американском штате Нью-Мексико, N. f. latirostra, обитающего в американской Калифорнии, N. f. frenata, живущего в Техасе и на северо-востоке Мексики, N. f. leucoparia, живущего на западе Мексики, N. f. goldmani, живущего в мексиканском штате Чьяпас и в Гватемале, на морде присутствует чёрная «маска» на белом или желтоватом фоне, как у хорьков. Во время зимы также меняет окраску на белую, за исключением чёрного кончика хвоста.
Также длиннохвостая ласка издаёт схожие звуки: во время хорошего настроения, игры или привлечения детёнышей гукает (звуки, напоминающие высокое стаккато или кудахтанье курицы), при встрече представителя противоположного пола издаёт низкую трель, во время угрозы и недовольства шипит, а при испуге или атаке цикает и пищит. У основания хвоста имеются анальные железы, выделяющие жидкость с неприятным запахом.
Норы длиннохвостая ласка норы не роет, убежища она устраивает под камнями, в пнях или норах других видов, например, бурундуков.
Сезон размножения приходится на июль-август, спустя десять месяцев самки рождают по 4—5 детёнышей, которые через 12 недель способны самостоятельно добывать пищу. Детёныши с возраста четырёх недель от роду способны издавать жужжащие звуки, зовя мать.

## Эволюция
Длиннохвостая ласка — результат эволюционного процесса, начавшегося 5—7 миллионов лет назад, когда северные леса были заменены открытыми биотопами, что вызвало взрывную эволюцию мелких роющих грызунов. Предки длиннохвостой ласки были крупнее нынешней формы и в процессе эволюции подверглись уменьшению в размерах, чтобы использовать новый источник пищи. Длиннохвостая ласка возникла в Северной Америке 2 миллиона лет назад, незадолго до того, как горностай стал викариатом этого вида в Евразии. Этот вид процветал во время Ледникового периода, так как его небольшие размеры и длинное тело позволяли ему легко охотиться под снегом, а также проникать в норы. Длиннохвостая ласка и горностай оставались разделенными до полмиллиона лет назад, когда при падении уровня моря обнажился Берингийский мост, что позволило горностаям перейти в Северную Америку. Однако, в отличие от последнего вида, длиннохвостая ласка никогда не пересекала сухопутный мост и не распространялась в Евразию.

## Ареал
Обитает на большей части Северной и Центральной Америки и на севере Южной Америки.

## Список подвидов
Выделяют более 40 подвидов:
- N. f. affinis
- N. f. agilis
- N. f. alleni
- N. f. altifrontalis
- N. f. arizonensis
- N. f. arthuri
- N. f. aureoventris
- N. f. boliviensis
- N. f. costaricensis
- N. f. effera
- N. f. frenata
- N. f. goldmani
- N. f. gracilis
- N. f. helleri
- N. f. inyoensis
- N. f. latirostra
- N. f. leucoparia
- N. f. longicauda
- N. f. macrophonius
- N. f. munda
- N. f. neomexicanus
- N. f. nevadensis
- N. f. nicaraquae
- N. f. nigriauris
- N. f. notius
- N. f. noveboracensis
- N. f. occisor
- N. f. olivacea
- N. f. oregonensis
- N. f. oribasus
- N. f. panamensis
- N. f. peninsulae
- N. f. perda
- N. f. perotae
- N. f. primulina
- N. f. pulchra
- N. f. saturata
- N. f. spadix
- N. f. texensis
- N. f. tropicalis
- N. f. washingtoni
- N. f. xanthogenys

## Скорость
Длиннохвостая ласка самая быстрая среди ласок. Она может развить скорость до 56 км/ч и бежать до 3 часов. Особенно быстро передвигается молодняк.

## Хозяйственное значение
Мех длиннохвостой ласки не имеет промыслового значения. Селясь поближе к человеку, длиннохвостая ласка, как и её европейские родственники, начинает вредить птицеводству, поедая яйца, цыплят и изредка взрослых кур.

## Галерея

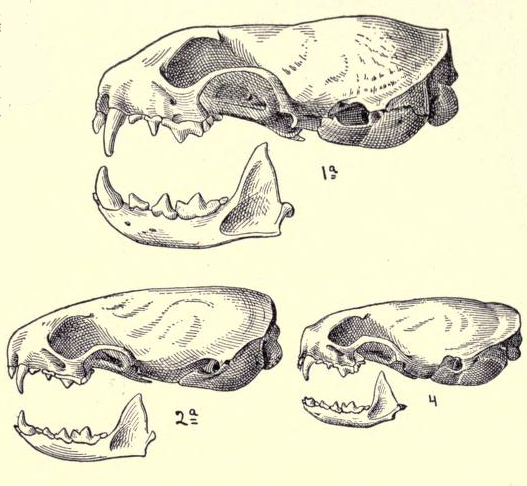
Череп длиннохвостой ласки (наверху) в сравнении с другими видами рода: горностай (снизу слева) и ласка (снизу справа) (по: Merriam, 1896).
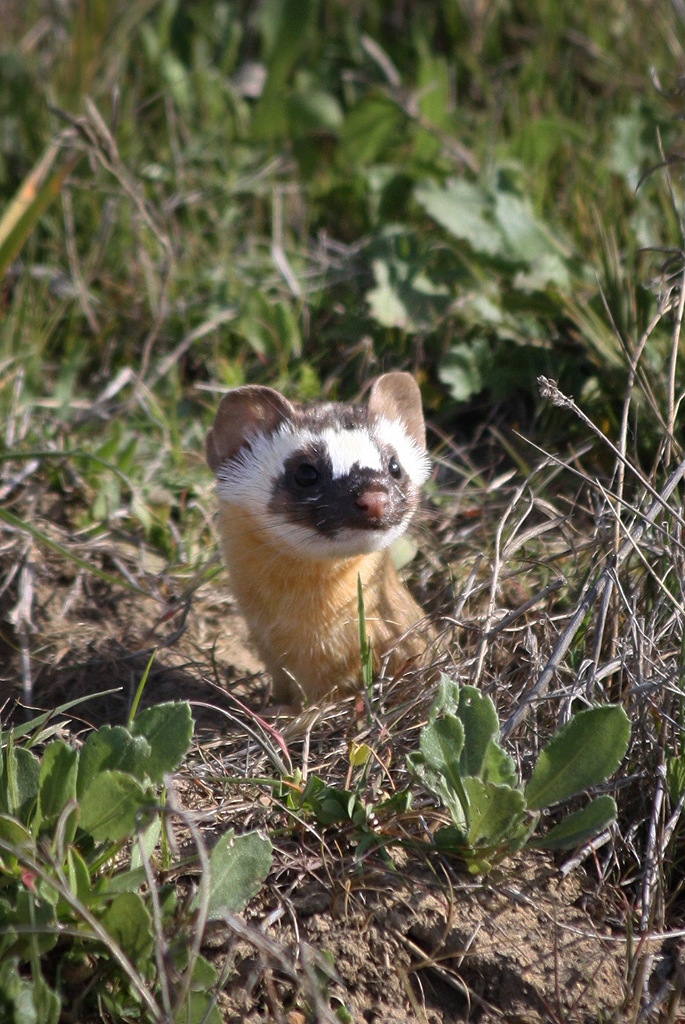
Длиннохвостая ласка-представительница подвида N. f. latirostra во время линьки. Долина реки Сан-Хоакин, Калифорния, США
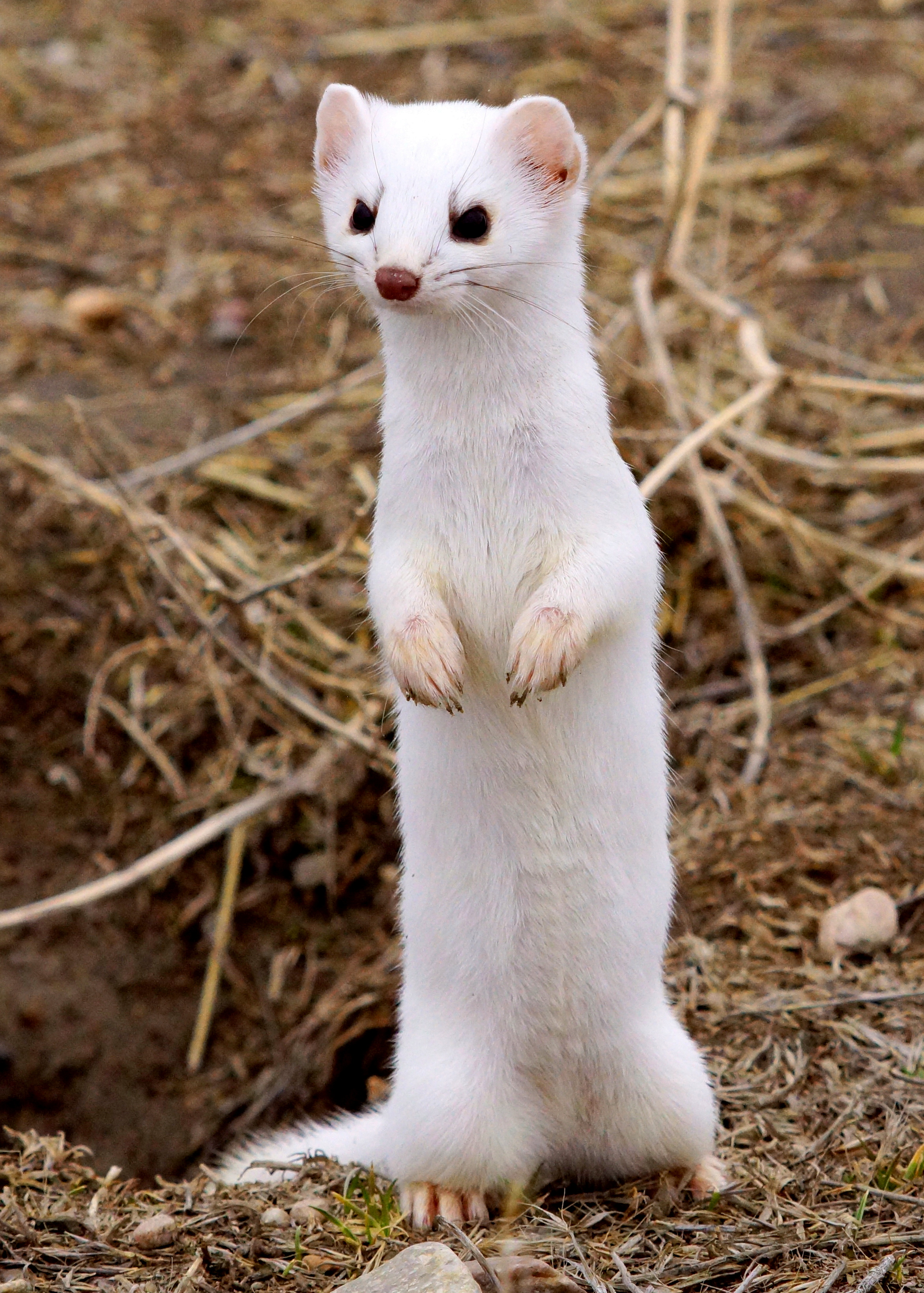
Длиннохвостая ласка в зимнем меху
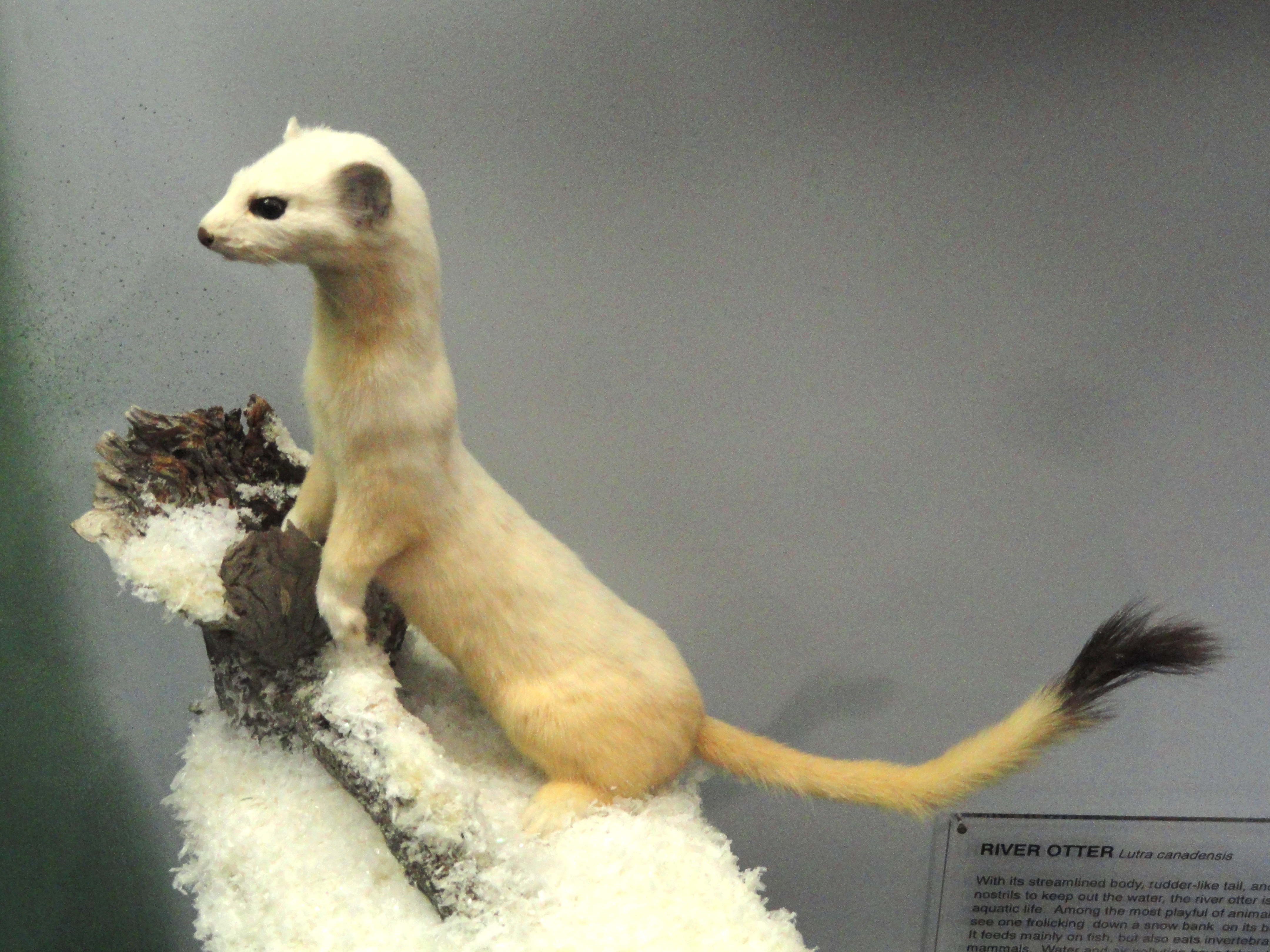
Чучело длиннохвостой ласки в зимнем меху, виден чёрный кончик хвоста.
Длиннохвостая ласка с добычей, округ Бокс-Элдер, штат Юта